# Turton (Dakota del Sur)
Turton es un pueblo ubicado en el condado de Spink en el estado estadounidense de Dakota del Sur. En el Censo de 2010 tenía una población de 48 habitantes y una densidad poblacional de 50,64 personas por km².

## Geografía
Turton se encuentra ubicado en las coordenadas 45°2′56″N 98°5′51″O / 45.04889, -98.09750. Según la Oficina del Censo de los Estados Unidos, Turton tiene una superficie total de 0.95 km², de la cual 0.95 km² corresponden a tierra firme y (0%) 0 km² es agua.

## Demografía
Según el censo de 2010, había 48 personas residiendo en Turton. La densidad de población era de 50,64 hab./km². De los 48 habitantes, Turton estaba compuesto por el 100% blancos, el 0% eran afroamericanos, el 0% eran amerindios, el 0% eran asiáticos, el 0% eran isleños del Pacífico, el 0% eran de otras razas y el 0% pertenecían a dos o más razas. Del total de la población el 0% eran hispanos o latinos de cualquier raza.